# Neonesthes
Neonesthes es un género de peces que pertenece a la familia Stomiidae.

## Especies
Especies reconocidas del género:
- Neonesthes capensis (Gilchrist y von Bonde, 1924)
- Neonesthes microcephalus Norman, 1930